# Valutazione (finanza)
In matematica finanziaria la valutazione degli investimenti (o analisi degli investimenti) è quell'attività di pianificazione economico-finanziaria che viene effettuata per verificare l'impatto che un determinato progetto di investimento ha, in termini di redditività, sulla struttura adottante (azienda, ramo d'azienda, ente, progetto, privato, ecc.), dove per progetto d'investimento si intende un qualsiasi insieme di attività – produttive o finanziarie – in cui l'azienda o il privato cittadino impegna disponibilità liquide o capitali (costo dell'investimento) con l'obiettivo di conseguire, in contropartita, un flusso di benefici futuri complessivamente superiori ai costi iniziali sostenuti ovvero ottenere un guadagno netto dopo un tempo determinato (payback period). La valutazione degli investimenti è quindi parte della pianificazione aziendale.

## Descrizione
Il problema che viene affrontato dalla valutazione degli investimenti è, nella sostanza, un problema di scelta: ogni azienda o privato deve, infatti, prendere delle decisioni d'investimento, dirette ad allocare i soli progetti che "creano valore" tenendo conto delle limitate risorse disponibili (fattori produttivi). Per poter risolvere a sistema tale problema di scelta fra possibili alternative è necessario poter discriminare le diverse possibilità in base ad un'unità di misura che deve essere in grado di evidenziare sia la validità dell'iniziativa, sia i correlati effetti economico – finanziari: è comunemente accettato che l'unità di misura cui fare riferimento in questo caso sia il valore economico dell'iniziativa.
Il costo di un investimento è dato dai flussi finanziari in uscita – o minori flussi in entrata – connessi alla sua attuazione; analogamente, i "benefici" ad esso associati sono costituiti da flussi finanziari in entrata – ovvero a minori flussi in uscita (dove ritorni e costi futuri sono elementi di carattere previsionale). In tal modo un'operazione d'investimento può essere rappresentata da una successione (stimata) di future entrate ed uscite monetarie denominata "flusso di cassa".
Altro fattore determinante nella valutazione degli investimenti è il tempo: la rilevanza del fattore tempo dipende da un effetto di carattere finanziario che lo lega al valore del denaro e secondo cui, a parità di altre condizioni, ad un allungamento dei tempi di rientro delle risorse investite in un progetto corrisponde una contrazione dei benefici di ordine finanziario (il trascorrere del tempo introduce, peraltro, un ulteriore livello d'incertezza nel processo di valutazione in quanto, all'ampliarsi degli intervalli di riferimento, le previsioni sulle variabili da cui dipendono i risultati dell'operazione tendono progressivamente a perdere di significatività).
Ulteriore elemento essenziale del processo di valutazione è il tasso d'interesse scelto a riferimento: il tasso d'interesse al quale si attualizzano i flussi finanziari (in entrata ed in uscita) è denominato costo opportunità del capitale perché rappresenta un'alternativa alla quale si rinuncia per intraprendere il particolare progetto d'investimento analizzato.
Altri importanti elementi da considerare per la valutazione razionale della perseguibilità di un investimento sono:
- il rischio associato all'investimento: la propensione al rischio dell'investitore è una delle variabili principali nella scelta della tipologia di investimento (ad esempio, nel caso di investitore privato, per la scelta tra mercato azionario piuttosto che obbligazionario);
- le previsioni di andamento (al rialzo o al ribasso) del mercato finanziario sul quale si intenda investire;
- la periodicità dei flussi di reddito previsti in entrata ed in uscita.

## Metodologie di valutazione
Alcune delle metodologie di valutazione usualmente adottate (in regime finanziario di capitalizzazione composta) sono le seguenti:
- Flusso di cassa attualizzato (in inglese: Discounted cash flow): attualizzazione dei flussi monetari differenziali associati al progetto d'investimento attraverso l'utilizzo di un tasso di attualizzazione di riferimento. La somma algebrica delle entrate ed uscite attualizzate rappresenta il Valore attuale netto - VAN del progetto (in inglese Net present value - NPV)
- Tasso interno di rendimento (TIR o, nella notazione inglese, Internal rate of return - IRR): individuazione del tasso di attualizzazione che azzera algebricamente le entrate ed uscite associate al progetto e confronto del tasso individuato con un tasso di confronto (benchmark).
- Periodo di rimborso (Pay Back Period, nella notazione inglese): calcolo del numero di anni necessario per compensare l'investimento attraverso flussi positivi. In pratica è la prima scadenza in cui si verifica un'inversione di segno nei saldi di cassa.

Tali metodologie, che considerano esclusivamente le variabili finanziarie di tipo quantitativo, non sono le uniche ma sono quelle maggiormente condivise nella teoria e nella prassi valutativa.

### Flusso di cassa attualizzato
Il criterio del valore attuale netto (VAN) si basa sul principio secondo il quale un'iniziativa merita di essere presa in considerazione solo se i benefici che ne possono derivare sono superiori alle risorse utilizzate. Nella costruzione della formula di calcolo dell'NPV si parte dalla legge di capitalizzazione adattandola ad operazioni che producono flussi di cassa distribuiti lungo diversi periodi; pertanto il VAN risulta dato dall'espressione seguente:
{\displaystyle VAN=-C_{0}+{\frac {C_{1}}{1+i}}+{\frac {C_{2}}{(1+i)^{2}}}+\cdots +{\frac {C_{n}}{(1+i)^{n}}}}
ovvero da:
{\displaystyle [1]\quad \quad \sum _{t=0}^{n}{\frac {C_{t}}{(1+i)^{t}}}}
Dove si considerino:	
- t: scadenze temporali;
- Ct: flusso finanziario (positivo o negativo) al tempo t;
- i: tasso di interesse al quale viene effettuata l'operazione (usualmente è utilizzato il tasso che rappresenta il costo medio ponderato del capitale o Weighted Average Cost of Capital - WACC);

Secondo tale criterio il progetto di investimento preferito è quello che presenta il VAN maggiore.

### Tasso interno di rendimento
La determinazione del tasso interno di rendimento è data dalla risoluzione dell'equazione [1] rispetto alla variabile i, posto il valore del VAN pari a zero.
In questo senso il tasso i rappresenta il costo massimo dei mezzi finanziari che l'azienda può assumere in relazione a quel determinato progetto. Il tasso interno di rendimento non può essere calcolato direttamente, ma, come detto, si deve risolvere ricorsivamente la seguente equazione polinomiale:
{\displaystyle [2]\quad \quad -C_{0}+{\frac {C_{1}}{1+i}}+{\frac {C_{2}}{(1+i)^{2}}}+\cdots +{\frac {C_{n}}{(1+i)^{n}}}=0}
Il TIR è, quindi, il tasso per il quale il VAN è nullo.
Un progetto di investimento risulta attuabile, secondo tale criterio, qualora il TIR risultante sia maggiore del costo opportunità del capitale (o di altro tasso preso a riferimento: tasso scelto secondo considerazioni inerenti allo specifico investimento e/o in base al WACC).
Tra gli svantaggi della metodologia del tasso interno di rendimento vi sono la complessità del calcolo ed il fatto che non sempre fornisca - da solo - una corretta misura di redditività. Esistono infatti alcune situazioni specifiche in cui tale metodo può non essere adeguato:
- non tutte le serie di flussi di cassa hanno valori attuali netti che diminuiscono all'aumentare del tasso di sconto;
- tassi di rendimento multipli: se i flussi di cassa hanno molteplici cambiamenti di segno possono esistere tanti TIR quanti sono tali cambiamenti. Ovvero si può verificare che il TIR non sia calcolabile e il VAN positivo: ciò accade quando il progetto non prevede flussi di cassa negativi;
- progetti alternativi: un progetto di piccole dimensioni con un TIR molto elevato potrebbe avere un VAN inferiore ad un progetto di grandi dimensioni con un TIR modesto. Il metodo del TIR potrebbe dare indicazioni non paragonabili per progetti che differiscono per dimensione o distribuzione nel tempo di flussi di cassa.
- ipotesi sulla struttura per scadenza dei tassi di interesse: per utilizzare il metodo TIR è necessario ipotizzare che il tasso di sconto rimanga uguale per tutto il periodo di durata del progetto. Quando è ipotizzabile che tale struttura non sia piatta, il TIR di un progetto dovrebbe essere confrontato con il rendimento atteso di un titolo che nel mercato finanziario ha lo stesso rischio e la stessa struttura temporale dei flussi di cassa.

Come per gli altri metodi di calcolo ciò evidenzia l'opportunità di calcolare, per una valutazione più completa di un progetto di investimento, quanti più indici possibile.

### Periodo di rimborso
Per la determinazione del periodo di rimborso è necessario risolvere l'equazione [2] rispetto al tempo per un predefinito valore di i (con i scelto secondo considerazioni inerenti allo specifico investimento e/o in base al WACC).
Secondo tale criterio un investimento è tanto più preferibile quanto minore risulti il periodo di rimborso. Tale metodo però ha dei limiti perché non prende in considerazione l'andamento dei flussi di cassa dopo il recupero dell'esborso iniziale.
| Controllo di autorità | LCCN (EN) sh85141927 · J9U (EN, HE) 987007531852405171 |